# Gunnar Schmidt
Gunnar Schmidt (* 19. Mai 1965) ist ein ehemaliger deutscher Handballspieler.
Ab 1983 gehörte Schmidt dem Zweitligaaufgebot des VfL Fredenbeck an. 1988 stieg er mit der Mannschaft in die Handball-Bundesliga auf. 1991 war der Kreisläufer in der Mannschaft des VfL der einzige aus Fredenbeck stammende Spieler. Schmidt spielte zunächst bis 1994 für den VfL in der Bundesliga, dann erfolgte der Abstieg. 1996 kehrte Schmidt mit Fredenbeck als Meister der 2. Bundesliga Nord in die höchste deutsche Spielklasse zurück und gehörte dort bis 1997 zum VfL-Aufgebot. In der Saison 2000/01 holte ihn Bundesligist TuS Nettelstedt als Aushilfe für zwei Spiele in seine Mannschaft.
Später war er VfL-Manager. Beruflich ist Schmidt Geschäftsführer eines in Stade ansässigen Unternehmens, das in der Anlagenwartung, im Maschinenbau sowie in der Mess- und Regeltechnik tätig ist.